# Keshia Knight Pulliam

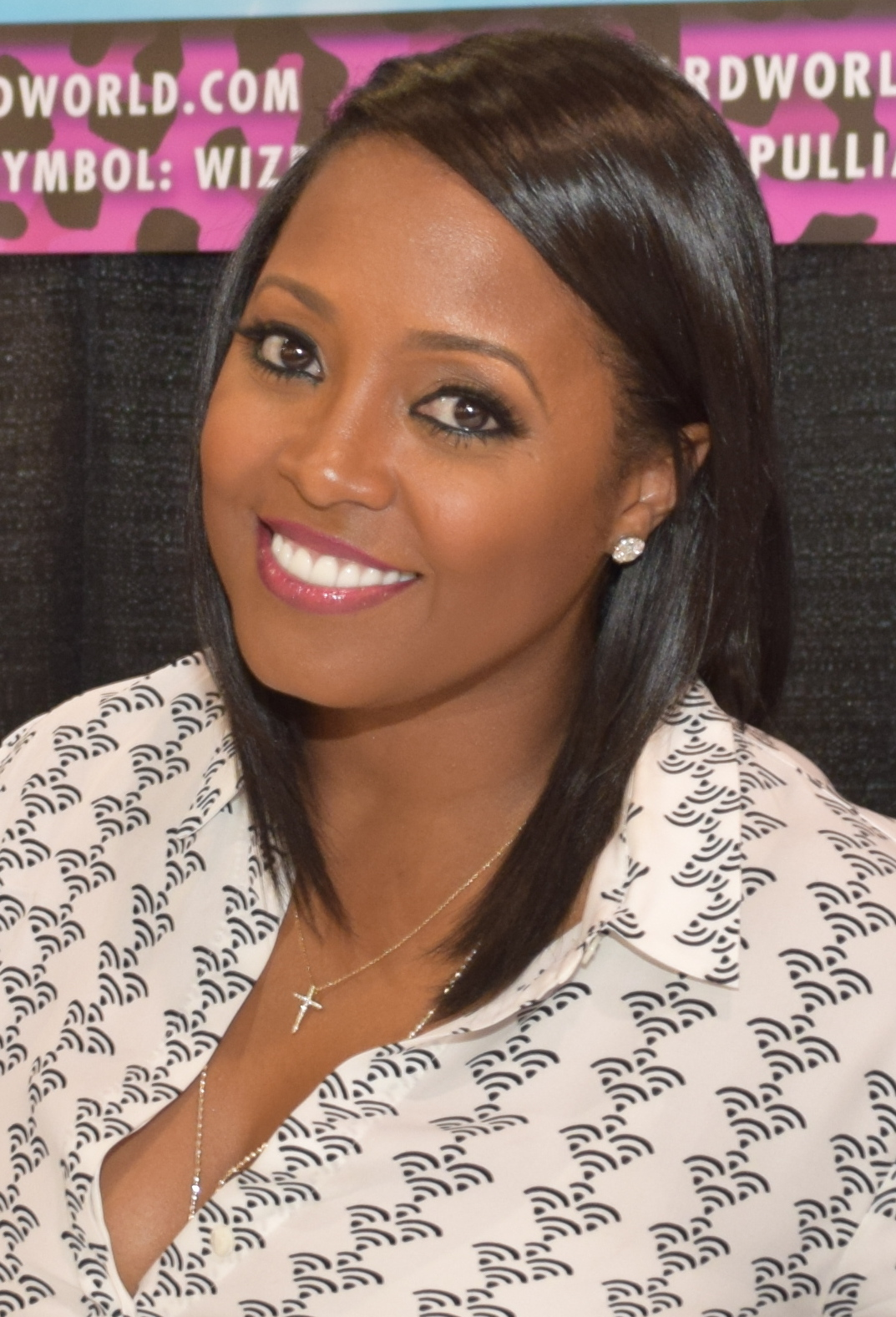
Keshia Knight Pulliam (2015)

Keshia Knight Pulliam (* 9. April 1979 in Newark, New Jersey) ist eine US-amerikanische Schauspielerin jamaikanischer Herkunft.

## Leben und Rollen
Bekannt wurde Keshia K. Pulliam durch die Sitcom Die Bill Cosby Show. In der Show spielt sie Rudy, die jüngste Tochter der Familie Huxtable.
Sie wird als Nr. 19 in der VH1-Liste der „100 Greatest Kid Stars“ geführt. Am 20. Mai 2001 beendete sie ihr Soziologie-Studium am Spelman College.
Neben ihrer Rolle als Rudy Huxtable in der Bill-Cosby-Show übernahm Keshia Knight Pulliam 1984 eine Nebenrolle in dem Film The Last Dragon. Zwei Jahre später, 1987, erhielt sie die Rolle der Molly in Das Mädchen mit den Wunderhölzern. Neben einigen Gastauftritten in dem Bill-Cosby-Show-Ableger A Different World (Deutsch: College-Fieber), spielte sie 1989 die Hauptrolle im Film Polly, bei dem auch Phylicia Rashad, die in der Bill-Cosby-Show ihre Mutter ist, beteiligt war. Im gleichen Jahr noch erhielt sie in dem Film A Connecticut Yankee in King Arthur's Court (Deutsch: Zeitsprung in die Tafelrunde) die Hauptrolle der Karen. 1990 hatte sie in der Fortsetzung des Filmes Polly, Polly: Comin' Home!, wieder die Hauptrolle der Polly.
Bis zu ihrem nächsten Auftritt in dem Film What About Your Friends: Weekend Getaway 2002 hatte sie keinen Auftritt in einem Film zu verzeichnen. In diesem Film jedoch spielte sie Temple, die Hauptrolle. In dem Film Motives (von 2004) hatte sie mit der Rolle der Letrice eine Nebenrolle. Im  gleichen Jahr noch war sie in Christmas at Water's Edge in der Hauptrolle, Leila Turner, und in Chingys 's Video zu One Call Away zu sehen. 2005 spielte sie in den beiden Filmen Beauty Shop und The Gospel mit. In beiden Filmen erhielt sie nur eine Nebenrolle (In The Gospel: Maya Walker, in Beauty Shop: Darnelle). In dem Film Cuttin Da Mustard (2006) spielt Keshia Knight Pulliam (in einigen Vorspannen auch nur Keshia Knight genannt) die Rolle der Wendy, wiederum eine Nebenrolle. 2007 übernahm sie dann die Rolle der Miranda Payne in der TBS Drama-Comedy-Serie Tyler Perry's House of Payne. 2009 übernahm sie dann die Hauptrolle der Candy im Comedy-Drama-Film Madea Goes To Jail unter der Regie von Tyler Perry. Am 19. März 2013 nahm sie an der Reality Spielshow Splash von ABC teil, schied aber bereits in der Vorrunde aus.

## Filmografie
- 1985: Der Tanz des Drachen (The Last Dragon)
- 1985: Back to Next Saturday (Fernsehfilm)
- 1987: Das Mädchen mit den Wunderhölzern (The Little Match Girl, Fernsehfilm)
- 1989: Polly – Ein Engel auf Erden (Polly, Fernsehfilm)
- 1989: Zeitsprung in die Tafelrunde (A Connecticut Yankee in King Arthur’s Court, Fernsehfilm)
- 1990: Polly: Comin’ Home! (Fernsehfilm)
- 2002: What About Your Friends: Weekend Getaway
- 2004: Motives
- 2004: Christmas at Water’s Edge (Fernsehfilm)
- 2005: Beauty Shop
- 2005: The Gospel
- 2008: Death Toll
- 2008: Cuttin Da Mustard
- 2009: Madea goes to Jail
- 2013: The Love Letter (Fernsehfilm)
- 2015: Will to Love (Fernsehfilm)
- 2018: Jingle Belle (Fernsehfilm)
- 2018: 3 Year Plan (Fernsehserie, 10 Folgen)
- 2019: The Waiting Room
- 2019: Radio Christmas (Fernsehfilm)
- 2020: My Brother's Keeper (Fernsehfilm)
- 2020: The Set Up (Fernsehfilm)
- 2020: The Christmas Aunt (Fernsehfilm)
- 2021: Redeemed
- 2022: A New Orleans Noel (Fernsehfilm)
- 2023: The Hillsdale Adoption Scam (Fernsehfilm)

Sitcoms
- 1984–1992: Die Bill-Cosby-Show
- 1987–1993: College Fieber
- 2007–2012, seit 2020: Tyler Perry's House of Payne
- 2010: Psych (Fernsehserie, Folge: The Polarizing Express dt.: Ist das Leben nicht Shawn?)
- 2013: Orange is the new Black (Staffel 1 Episode 10)